# Ryōga Ishio
Ryōga Ishio (jap. 石尾 崚雅, Ishio Ryōga; * 18. Mai 2000 in der Präfektur Osaka) ist ein japanischer Fußballspieler.

## Karriere
Ryōga Ishio erlernte das Fußballspielen in den Jugendmannschaften von Shiki FC und Cerezo Osaka. 2018 kam er als Jugendspieler 22 Mal in der U23-Mannschaft von Osaka zum Einsatz. Die Mannschaft spielte in der dritthöchsten Liga, der J3 League. Seinen ersten Vertrag unterschrieb er 2019 bei Zweigen Kanazawa. Der Verein aus Kanazawa, einer Großstadt in der Präfektur Ishikawa auf Honshū, der Hauptinsel Japans, spielte in der zweithöchsten Liga des Landes, der J2 League. Für Zweigen absolvierte er 74 Spiele in der zweiten Liga. Im Januar 2022 unterschrieb er in Tokushima einen Vertrag beim Erstligaabsteiger Tokushima Vortis. Nach drei Spielzeiten, in denen er 55 Ligaspiele bestritt, wechselte er im Januar 2025 zum ebenfalls in der zweiten Liga spielenden Ehime FC.